# Trygve Edin
Trygve Johan Edin (ur. 11 lipca 1911 w Sulitjelmie, zm. 9 kwietnia 1948) – norweski skoczek narciarski .
Reprezentował klub Sulitjelma Skiklubb. W lutym 1934 roku wziął udział w mistrzostwach świata w Sollefteå, na których zajął szóste miejsce w konkursie skoków narciarskich.
II wojnę światową spędził w Szwecji, do kraju powrócił w 1945 roku. Zmarł 9 kwietnia 1948 roku na gruźlicę. 18 kwietnia tego roku został pochowany w Sulitjelmie.